# داگ مک‌میلان
کارل داگلز مک‌میلان (به انگلیسی: Carl Douglas McMillon) (زاده ۱۷ اوکتبر ۱۹۶۶) یک کارآفرین آمریکایی و همچنین مدیر اجرایی شرکت والت مارت است. او در سمت هیئت مدیره این خرده فروشی است. او پیش‌تر به عنوان یک مددکار در تابستان در یک دبیرستان پیوست و در سال ۲۰۱۴ مدیر عامل پنجم شرکت بود. او پیش از این، از سالهای ۲۰۰۵ تا ۲۰۰۹، بخش Club Club Sam و Club Walmart International را از سال ۲۰۰۹ تا سال ۲۰۱۳ هدایت کرد.
مک‌میلان در فاصله سال‌های ۲۰۰۶ تا ۲۰۰۹ مدیرعامل شرکت عمده‌فروشی سمز کلاب بود، که از زیرمجموعه‌های وال‌مارت بشمار می‌رود. وی هم‌اکنون رئیس هیئت مدیره وال‌مکس (شعبه مکزیک والمارت) نیز می‌باشد. مکمیلان در سال ۲۰۱۴ جایگزین مایکل دوک شد.